# Zalaháshágy
Zalaháshágy is een plaats (község) en gemeente in het Hongaarse comitaat Zala. Zalaháshágy telt 411 inwoners (2001).